# 전격! TV소환
《전격! TV소환》은 2008년 1월 5일부터 2013년 6월 28일부터 방송되었던 TV비평 옴부즈맨 프로그램이다.

## 프로그램 소개
- 제대로 된 옴부즈맨 프로그램의 역할을 해야 한다! '전격TV소환'은 10년째 같은 형식, 비슷한 내용의 옴부즈맨 프로그램의 일대혁신을 꾀한다. 방송의 투명성을 가진다는 의도를 표출하여 옴부즈맨 프로그램의 역할을 충실히 하겠다는 제작진의 의도를 내비친다. 기존의 옴부즈맨 프로그램은 방송 통제의 본 역할보다는 방송 홍보 차원 전달의 인상이 강하였다. 더군다나 쏟아지는 각 방송사의 너무나 다양한 컨텐츠에 비해 획일화되고 나열된 방송비평 형태는 시청자의 수용 범위를 의식하지 못한 안일한 행위일 뿐이다. 이젠 다양한 컨텐츠를 대상으로 집중된 방송 비평을 해야 할 시대가 왔다. 시청자는 '보고'싶기보단 '알고' 싶어한다. OBS에서는 이 시대와 호흡하며 실질적인 옴부즈맨 프로그램의 제 역할을 다하기 위한 방송 비평 방안으로 방송계의 흐름과 트랜드를 읽고 OBS프로그램은 어떻게 대응하는지를 시청자 패널과 제작자가 함께 치열하게 토론해 보는 옴부즈맨 프로그램을 제작한다.

## 같이 보기
- TV비평 시청자데스크 (KBS)
- TV 속의 TV (MBC)
- 열린 TV 시청자 세상 (SBS)
- 시청자 의회 (JTBC)
- 열린비평 TV를 말하다 (TV조선)
- 열린TV 열린세상 (MBN)
- 채널A 시청자 마당 (채널A)
- 열린TBC (TBC)